# Bibliotheca Aegyptiaca
Die Bibliotheca Ægyptiaca ist eine ägyptologische Buchreihe, die von der Fondation Égyptologique Reine Élisabeth, also der ägyptologischen Stiftung der belgischen Königin Elisabeth (1876–1965), herausgegeben wird und die seit 1931 in Brüssel erscheint. Die Reihe stellt eine Sammlung von hieroglyphischen Texten zur Verfügung. Der erste Band wurde von dem britischen Philologen Alan H. Gardiner (1879–1963) verfasst. Mit dem (Stand 2017) zuletzt erschienenen Band der Reihe, Nummer 19, erschien erstmals ein Band nicht im Eigenverlag der Stiftung in Brüssel, sondern bei Brepols in Turnhout.

## Erschienene Bände
- 1. Alan H. Gardiner: Late-Egyptian Stories (1932).
- 2. Aylward M. Blackman: Middle-Egyptian Stories. Band 1: The Story of Sinuhe (1932).
- 3. Raymond Oliver Faulkner: The papyrus Bremner-Rhind (British Museum no. 10188) (1933).
- 4. Constantin Emil Sander-Hansen: Historische Inschriften der 19. Dynastie. Teil 1 (1933).
- 5. Wolja Erichsen: Papyrus Harris I. Hieroglyphische Transkription (1933).
- 6. Otto Koefoed-Petersen: Recueil des inscriptions hiéroglyphes de la glyptothèque Ny Carlsberg (1936).
- 7. Alan Henderson Gardiner: Late-Egyptian miscellanies (1937).
- 8. Maj Sandman: Texts from the time of Akhenaten (1938).
- 9. Jaroslav Černý: Late Ramesside letters (1939).
- 10. Jacques Jean Clère: Textes de la première période intermédiaire et de la XIème dynastie. Faszikel 1 (1948).
- 11. Constant de Wit: Les inscriptions du temple d’Opet, à Karnak. Band 1 (1958).
- 12. Constant de Wit: Les inscriptions du temple d’Opet, à Karnak. Band 2: Index, croquis de position et planches (1962).
- 13. Constant de Wit: Les inscriptions du temple d’Opet, à Karnak. Band 3: Traduction intégrale des textes rituels. Essai d’interprétation (1968).
- 14. Fāʾiza Muḥammad Ḥusain Haikal: Two hieratic funerary papyri of Nesmin (Papyrus BM 10209, Papyrus BM. 10208, Papyrus Louvre I 3079). Teil 1: Introduction, transcriptions and plates (1970).
- 15. Fāʾiza Muḥammad Ḥusain Haikal: Two hieratic funerary papyri of Nesmin (Papyrus BM 10209, Papyrus BM. 10208, Papyrus Louvre I 3079). Teil 2: Translation and commentary (1972).
- 16. Muḥjī E. A. Ibrāhīm: The chapel of the throne of Re of Edfu (1975).
- 17. Roland Koch: Die Erzählung des Sinuhe (1990).
- 18. Albert DeCaluwe: Un livre des morts sur bandelette de momie (Bruxelles, Musées royaux d’Art et d’Histoire E. 6179) (1991).
- 19. Faried Adrom: Die Lehre des Amenemhet (2006).